# Epeolus autumnalis
Epeolus autumnalis là một loài Hymenoptera trong họ Apidae. Loài này được Robertson mô tả khoa học năm 1902.